# Jacobus Vrijmoet

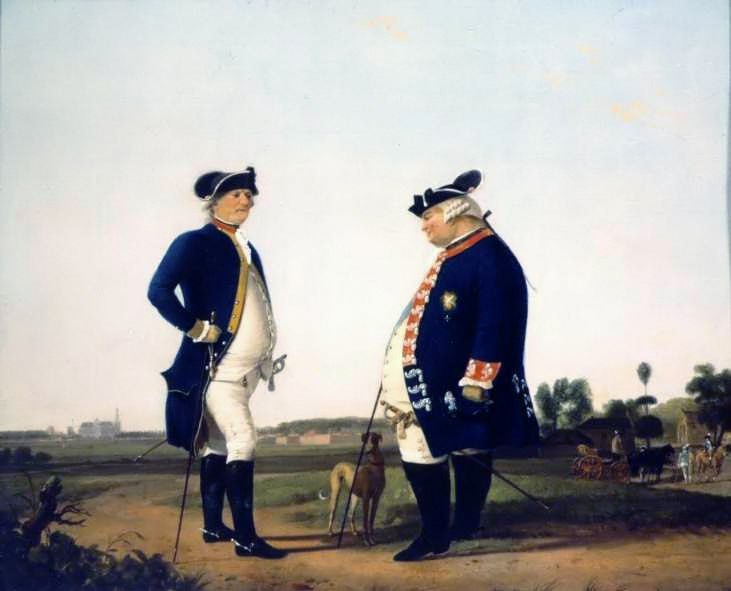
Le général Robert Douglas et Louis-Ernest de Brunswick-Wolfenbüttel, Bois-le-Duc, Noordbrabants Museum

Jacobus Vrijmoet (ou Vrymoet) est un peintre néerlandais, né en 1744  ou en 1756, mort en 1831  et actif aux Pays-Bas à la fin du XVIIIe siècle.

## Œuvres en collection publique
- Bois-le-Duc, Noordbrabants Museum : 
  - Le général Robert Douglas (en) et Louis-Ernest de Brunswick-Wolfenbüttel, 1786.
  - Portrait de Mary Douglas, 1781.
  - Vue de Bois-le-Duc, 1785.
- Detroit, Detroit Institute of Arts : Paysage dessiné d'après un tableau de Dirk Maas, signé au verso : J. Maas Pinxit / J. Vrymoer fecit.
- Paris, musée du Louvre : Vaches à l'abreuvoir, huile sur toile, 1787. Tableau attribué au Louvre par l'Office des biens privés, 1951, M.N.R. 739 ; acheté en 1944 à Paris par Cornelius Postma[2], puis transféré à la galerie Maria Almas-Dietrich, Munich[3].
- Paris, Petit Palais : Scène d'enterrement, dessin[4].